# Estelle Winwood
Estelle Winwood (nacida Estelle Ruth Goodwin, Lee, 24 de enero de 1883 – Woodland Hills, 20 de junio de 1984) fue una actriz inglesa que se mudó a Estados Unidos a mitad de su carrera y se hizo famosa por su ingenio y longevidad, protagonizando películas y series de televisión hasta los noventa años.

## Primeros años e inicios actorales
Nacida como Estelle Ruth Goodwin en 1883 en Lee, Hundred of Blackheath, Kent, decidió a los cinco años que quería ser actriz. Con el apoyo de su madre, pero sin el consentimiento de su padre, se formó en la Lyric Stage Academy de Londres, antes de debutar profesionalmente en Johannesburgo a los 20 años. Durante la Primera Guerra Mundial, se unió a la Liverpool Repertory Company antes de continuar su carrera en el West End de Londres.

## Carrera en Broadway y en el West End
Se mudó a Estados Unidos en 1916 y debutó en Broadway, en la ciudad de Nueva York. Hasta principios de la década de 1930, dividió su tiempo entre Nueva York y Londres. A lo largo de su carrera, su primer amor fue el teatro; y, con el paso de los años, apareció con menos frecuencia en Londres y se convirtió en una intérprete habitual en Broadway, apareciendo en obras como A Successful Calamity (1917), A Little Journey (1918), Spring Cleaning (1923), The Distaff Side (1934), The Importance of Being Earnest (que también dirigió ella, 1939), When We Are Married (1939), Ladies in Retirement (1940), The Pirate (1942), Ten Little Indians (1944), Lady Windermere's Fan (1947), y The Madwoman of Chaillot (1948).

## Cine y televisión
Al igual que muchos actores de teatro de su época, Winwood manifestaba su aversión por el cine y rechazó las ofertas que recibió durante la década de 1920. Finalmente cedió y debutó en el cine con Night Angel (1931), pero sus escenas fueron eliminadas antes del estreno de la película. Su debut oficial en el cine tuvo lugar con The House of Trent (1933), y Quality Street (1937) fue su primer papel destacado. No rodó ninguna película durante la década de 1940, pero expresó su disposición a participar en el nuevo medio de la televisión, protagonizando una producción televisiva de Blithe Spirit en 1946. Durante la década de 1950, apareció con más frecuencia en televisión que en el cine, en series como Robert Montgomery Presents, Alfred Hitchcock Presents y The Donna Reed Show. Interpretó al personaje de Hortense en el episodio "Where's There's a Will" de la comedia de situación de la ABC The Real McCoys, protagonizada por Walter Brennan. Entre sus pocas películas de ese periodo se encuentran The Glass Slipper (1955), The Swan (1956) y 23 Paces to Baker Street (1956).
Otros de sus créditos cinematográficos incluyen Darby O'Gill and the Little People (1959), The Misfits (1961), The Magic Sword (1962), The Notorious Landlady (1962), Dead Ringer (1964), Camelot (1967) y The Producers (1967). Más tarde denigró esta última película, diciendo que no podía imaginar por qué la había hecho, salvo por el dinero.
Otros trabajos para televisión incluyen papeles como invitada en Dennis the Menace, The Twilight Zone como la anciana esposa del personaje principal en "Long Live Walter Jameson", Thriller, Dr. Kildare,  The Man from U.N.C.L.E., The Name of the Game, Bewitched, Batman, Love, American Style, Cannon, Police Story, The F.B.I., y el último episodio de Perry Mason, titulado "The Case of the Final Fade-Out", en el que interpretó a una actriz envejecida que acabó siendo la segunda acusada. Winwood también apareció en el episodio "Murder in the Doll's House" de Barnaby Jones.
La última aparición cinematográfica de Winwood, a los 92 años, fue en Murder by Death (1976), en el papel de una anciana niñera de Jessica Marbles (una parodia de Miss Marple, interpretada por Elsa Lanchester). En esta película, se unió a otros actores veteranos que parodiaban a algunos de los personajes detectivescos más populares de las películas y series de misterio (entre ellos Nick y Nora Charles y Hércules Poirot). Cuando asumió su último papel importante en televisión en un episodio de Quincy en 1979, se convirtió oficialmente, a los 96 años, en la actriz más veterana en activo de Estados Unidos, superando por poco a su compatriota británica Ethel Griffies. Siguió apareciendo en pantalla hasta los 100 años. Cuando falleció a los 101 años, era la miembro más veterana de la historia del Sindicato de Actores de Cine. [cita requerida]

## Vida personal
Winwood se casó cuatro veces (entrevista con Merv Griffin en 1979): con el actor Arthur Chesney en 1907, con el ganadero neozelandés y abogado marítimo Francis Barlow Bradley en 1928, tercer matrimonio: se necesitan fechas, con el actor estadounidense Robert Henderson en 1944, un hombre muchos años más joven que ella, del que Winwood se separó en sus últimos años, aunque él la visitaba varias veces al año. Winwood no tuvo hijos.
Winwood era buena amiga de Tallulah Bankhead, que murió en 1968. Bankhead, las actrices Eva Le Gallienne y Blyth Daly, y Winwood fueron apodadas "The Four Riders of the Algonquin" en los primeros días del cine mudo, debido a sus apariciones conjuntas en la Mesa redonda del Algonquín. Winwood apareció como personaje en Answered Prayers, la última novela inacabada y apenas velada de Truman Capote. En la novela, que utiliza su nombre real, asiste a una cena con Bankhead, Dorothy Parker, Montgomery Clift y el narrador de la novela, P. B. Jones.
En una entrevista de 1979, a los 95 años, Winwood comentó que fumaba tres paquetes de cigarrillos al día. En su centésimo cumpleaños, le preguntaron a Winwood cómo se sentía por haber vivido tanto tiempo; ella respondió: "Qué grosero por tu parte recordármelo!" Bette Davis, coprotagonista de Dead Ringer, fue fotografiada junto a Winwood en la ocasión en Hollywood, California.
Winwood murió mientras dormía en Woodland Hills, California, en 1984, a los 101 años. Fue enterrada en el cementerio Westwood Village Memorial Park.

## Filmografía seleccionada
| Año  | Título                             | Papel                                            | Notas                                             |
| ---- | ---------------------------------- | ------------------------------------------------ | ------------------------------------------------- |
| 1931 | The Night Angel                    |                                                  | (escenas eliminadas)                              |
| 1933 | The House of Trent                 | Charlotte                                        |                                                   |
| 1937 | Quality Street                     | Mary Willoughby                                  |                                                   |
| 1946 | Blithe Spirit                      | Madame Arcati                                    | Telefilme                                         |
| 1955 | The Glass Slipper                  | Mrs. Denise Toquet                               |                                                   |
| 1956 | The Swan                           | Symphorosa                                       |                                                   |
| 1956 | 23 Paces to Baker Street           | camarera en The Eagle                            |                                                   |
| 1956 | Alfred Hitchcock Presents          | Monica Laughton                                  | Temporada 1 Episodio 25: "There Was an Old Woman" |
| 1958 | This Happy Feeling                 | Mrs. Julie Early                                 |                                                   |
| 1958 | Alfred Hitchcock Presents          | Miss Hildy-Lou                                   | Temporada 3 Episodio 26: "Bull in a China Shop"   |
| 1959 | Darby O'Gill and the Little People | Sheelah Sugrue                                   |                                                   |
| 1959 | Alive and Kicking                  | Mabel                                            |                                                   |
| 1961 | The Misfits                        | Señora de la iglesia recaudando dinero en un bar |                                                   |
| 1962 | The Magic Sword                    | Sybil                                            |                                                   |
| 1962 | The Notorious Landlady             | Mrs. Dawn Dunhill                                |                                                   |
| 1962 | The Cabinet of Caligari            | Ruth                                             |                                                   |
| 1964 | Dead Ringer                        | Dona Anna                                        |                                                   |
| 1967 | Camelot                            | Lady Clarinda                                    |                                                   |
| 1967 | Games                              | Miss Lou-Betty Beattie                           |                                                   |
| 1967 | The Producers                      | "Hold Me! Touch Me!"                             |                                                   |
| 1970 | Jenny                              |                                                  |                                                   |
| 1971 | Decisions! Decisions!              |                                                  | Telefilme                                         |
| 1976 | Murder by Death                    | Enfermera                                        |                                                   |